# 2001-es Giro d’Italia
A 2001-es Giro d’Italia volt a 84. olasz kerékpáros körverseny. Május 19-én kezdődött és június 10-én ért véget. A verseny össztávja 3572 km volt, és 21 szakaszból állt. Végső győztes az olasz Gilberto Simoni lett.

## Végeredmény
|    | Versenyző             | Csapat                   | Idő           |
| -- | --------------------- | ------------------------ | ------------- |
| 1  | Gilberto Simoni       | Lampre-Daikin            | 89 óra 02' 58 |
| 2  | Abraham Olano         | O.N.C.E.-Eroski          | 7' 31"        |
| 3  | Unai Osa Eizaguirre   | iBanesto.com             | 8' 37"        |
| 4  | Serhiy Honchar        | Liquigas-Pata            | 9' 25"        |
| 5  | José Azevedo          | O.N.C.E.-Eroski          | 9' 44"        |
| 6  | Andrea Noe'           | Mapei-Quick Step         | 10' 50"       |
| 7  | Ivan Gotti            | Alessio                  | 10' 54"       |
| 8  | Carlos Contreras Caño | Selle Italia-Pacific     | 11' 44"       |
| 9  | Pietro Caucchioli     | Alessio                  | 13' 34"       |
| 10 | Giuliano Figueras     | Ceramiche Panaria-Fiordo | 14' 08"       |